# Bathurst Inlet
Bathurst Inlet, inuit Qingaut och Kingaok (ᕿᙵᐅᓐ), var ett samhälle i Kitikmeot i det kanadensiska territoriet Nunavut. År 2001 bodde i området fem invånare, vilka alla hade flyttat ut till folkräkningen 2006.